# Шлемово усое
Шлемове усое е названието на долина, в близост до Белите планини от фантастичната поредица на Джон Толкин „Властелинът на пръстените“. В долината е изградена велика роханска крепост, която носи същото име. През 2672 г. от Третата епоха роханска цар Шлем се укрил там от народа на Дун. Крепостта е изградена от планински камък и никога не е била превземана, докато орките на Саруман по време на войната за пръстена успяват да пробият роханските войски. Стената е висока около 12 – 15 метра, като при портите е изграден защитен вал, успоредно на който е разположена висока кула с рог. Зад крепостта има множество пещери, в които по време на битки се крият жените и децата.